# Игумново (станция)
Игу́мново — станция Горьковского региона Горьковской железной дороги, в 24,7 км западнее станции Нижний Новгород-Московский. Расположена в черте города Дзержинск, в промзоне, обслуживает заводских рабочих. Название получила по расположенной в нескольких км южнее деревни (ныне — пгт Игумново).
Станция открыта в 1879 году, рядом располагался завод по производству химического оружия №96 «Капролактам» (1933 – 2016).
Пригородные поезда курсируют до станций: Нижний Новгород-Московский, Дзержинск, Гороховец, Вязники, Ковров.

## Инфраструктура
Имеет 1 островную высокую платформу, к которой примыкают 1 и 2 главные пути (существует также низкая платформа, примыкающая к 4-му пути, который используется, главным образом, под грузовое движение — она находится в нерабочем состоянии и постепенно разрушается), ограниченных пешеходными настилами с восточной стороны и пешеходным мостом — с западной. Касса на платформе отсутствует.
Сама станция по характеру работы является грузовой и обслуживает большинство предприятий восточной промзоны Дзержинска. Парки путей примыкают к главным путям с северной стороны (в меньшем количестве) и южной (в большем количестве). С южной стороны имеется сортировочная горка и ремонтные мастерские по ремонту локомотивов. По грузообороту является крупнейшей в Дзержинске и одной из самых крупных в Нижегородской области.

## Окружение
Станция обслуживает работников близлежащих предприятий, в первую очередь, ПО «Сибур-Нефтехим». С южной стороны станции проходит ул. Речная, соединяющая Дзержинск с восточной промзоной и пос. Бабино и аэропортом «Стригино». Здесь имеется пересадка на автобусы 103, 105, 106, 107.
С северной стороны вдоль станции проходит Автозаводское шоссе, соединяющее Дзержинск с Нижегородской объездной дорогой. Имеется пересадка на автобусы 126, 202, 307. До 2006 года имелась пересадка на трамваи 1, 2, 6.